# Тории Киёнага

Тории Киёнага. Женская баня

Тории Киёнага (яп. 鳥居清長,  1752—1815) — японский художник, мастер периода расцвета укиё-э из династии Тории.

## Биография и творчество
О жизни Тории Киёнаги осталось мало сведений. Его настоящее имя — Сэки (Сэкигути) Синсукэ (Исибэй). Киёнага родился в городе Урага в семье книготорговца по имени Сиракоя Исибэй, учился в Эдо у Тории Киёмицу, после смерти которого стал главой школы Тории.
В продолжение традиции династии Тории Киёнага начинал с жанра театральной гравюры якуся-э, однако знаменит он работами в жанре бидзинга. Часто они представляют собой диптихи и триптихи. Сюжетами служили праздничные процессии, прогулки, пикники. Киёнага детально прорабатывал изображения фона, окружающего героев интерьера, использовал приёмы западного искусства в изображении пространства и света.
Тории Киёнаге принадлежит большое количество работ, в основном — цветных станковых гравюр (свыше 1000) и около 120 иллюстрированных книг. Выделяются такие серии работ художника, как «Состязания модных красавиц из весёлых кварталов», «12 портретов южных красавиц», «10 видов чайных лавок» и другие. Его стиль, отличающийся ясностью и простотой рисунка, насыщенным цветом, реалистичностью изображения оказал влияние на различных мастеров укиё-э, таких как Утагава Тоёкуни, Кацусика Хокусай, Тёбунсай Эйси, Китагава Утамаро.

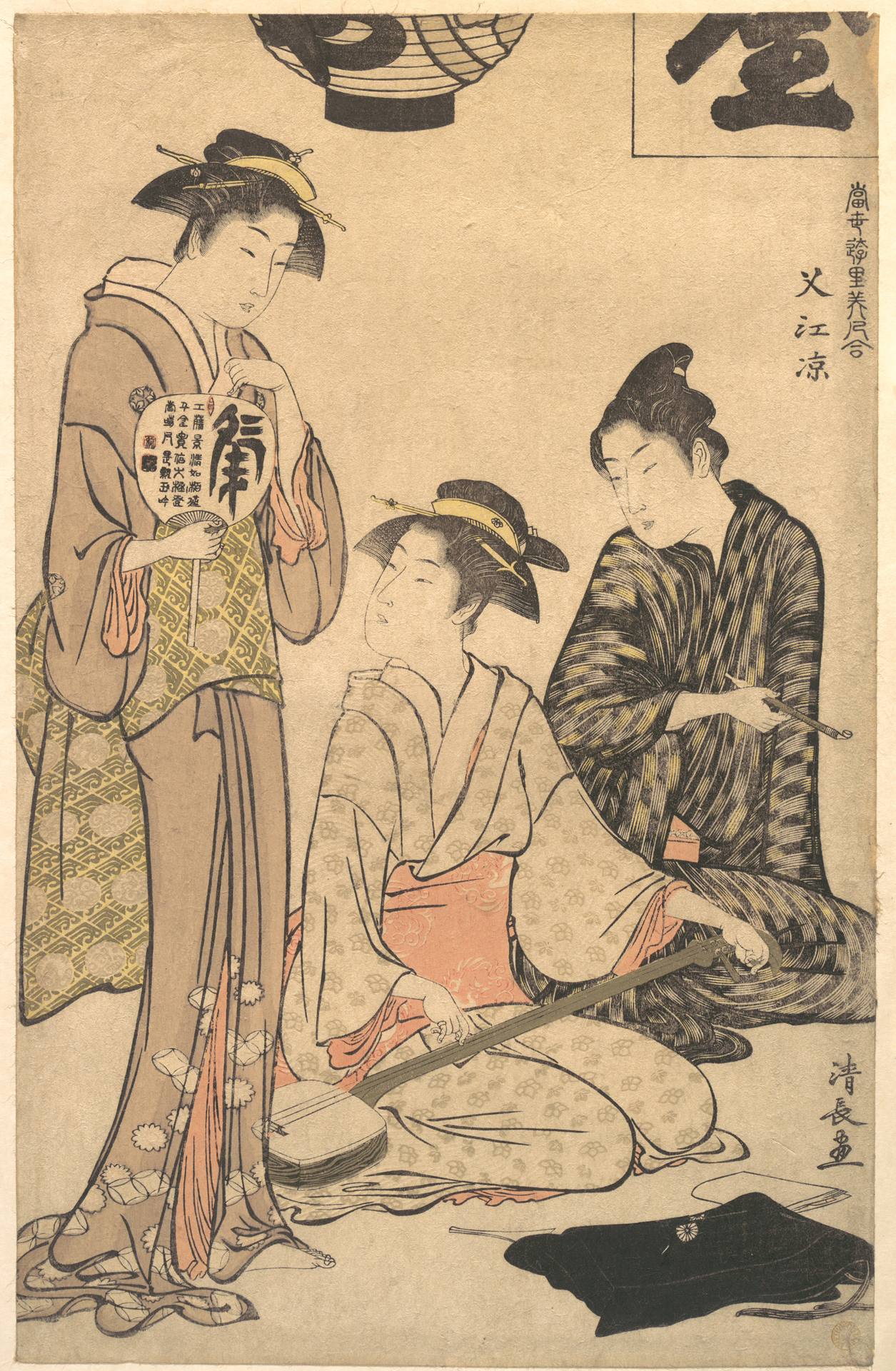
Грустная мелодия. 1783
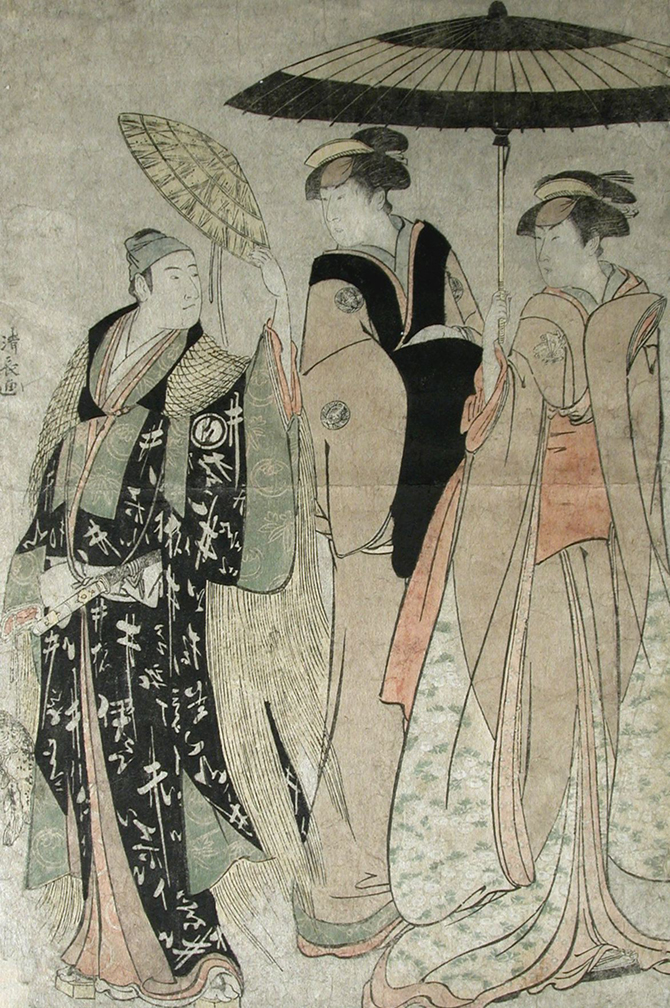
Актёры Савамура Содзюро III, Накамура Рико и Ямасита Мангику. 1784
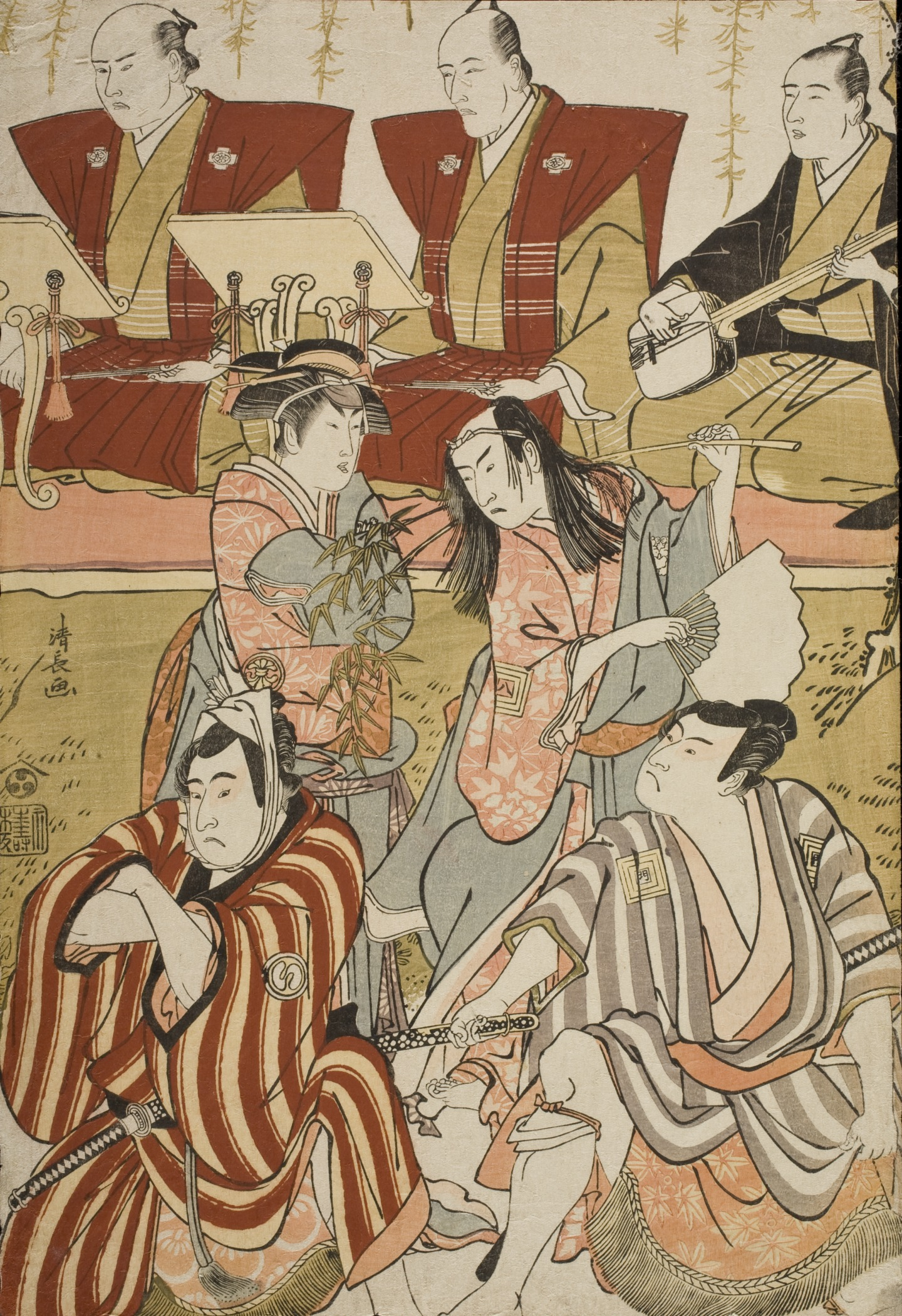
Сцена из спектакля театра кабуки
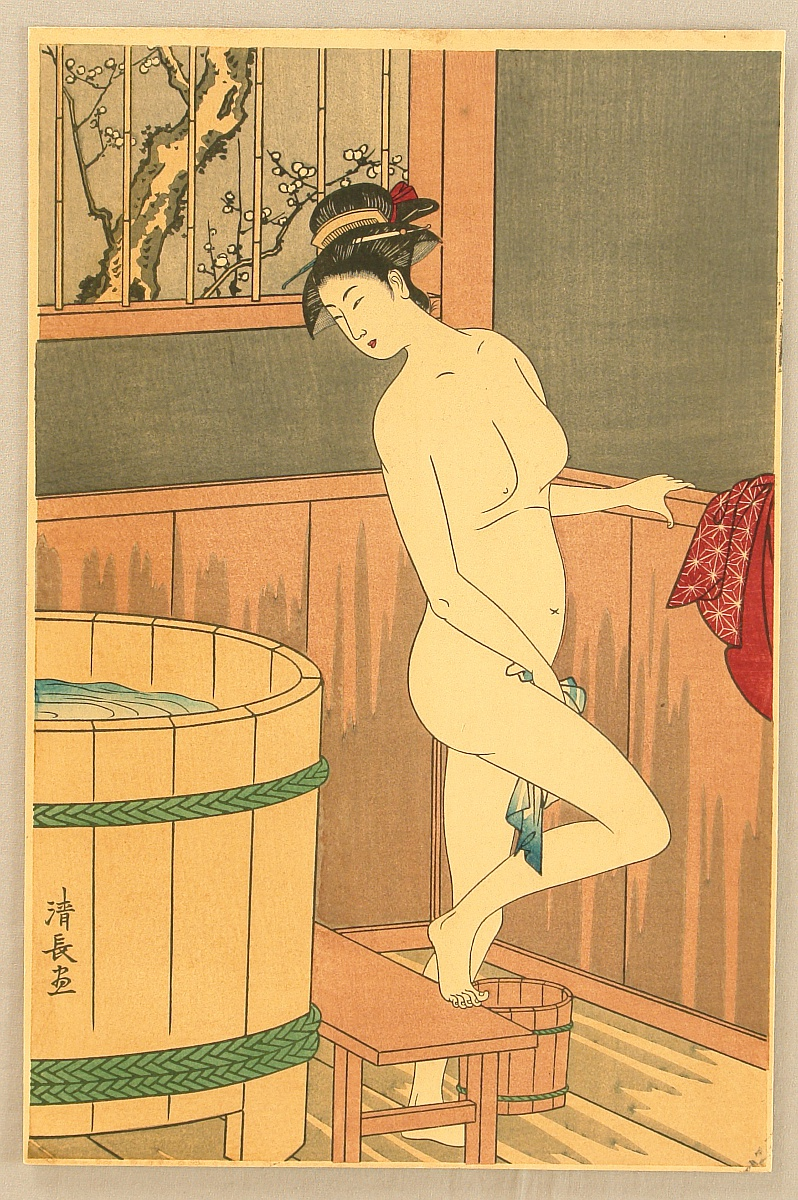
Моющаяся красавица
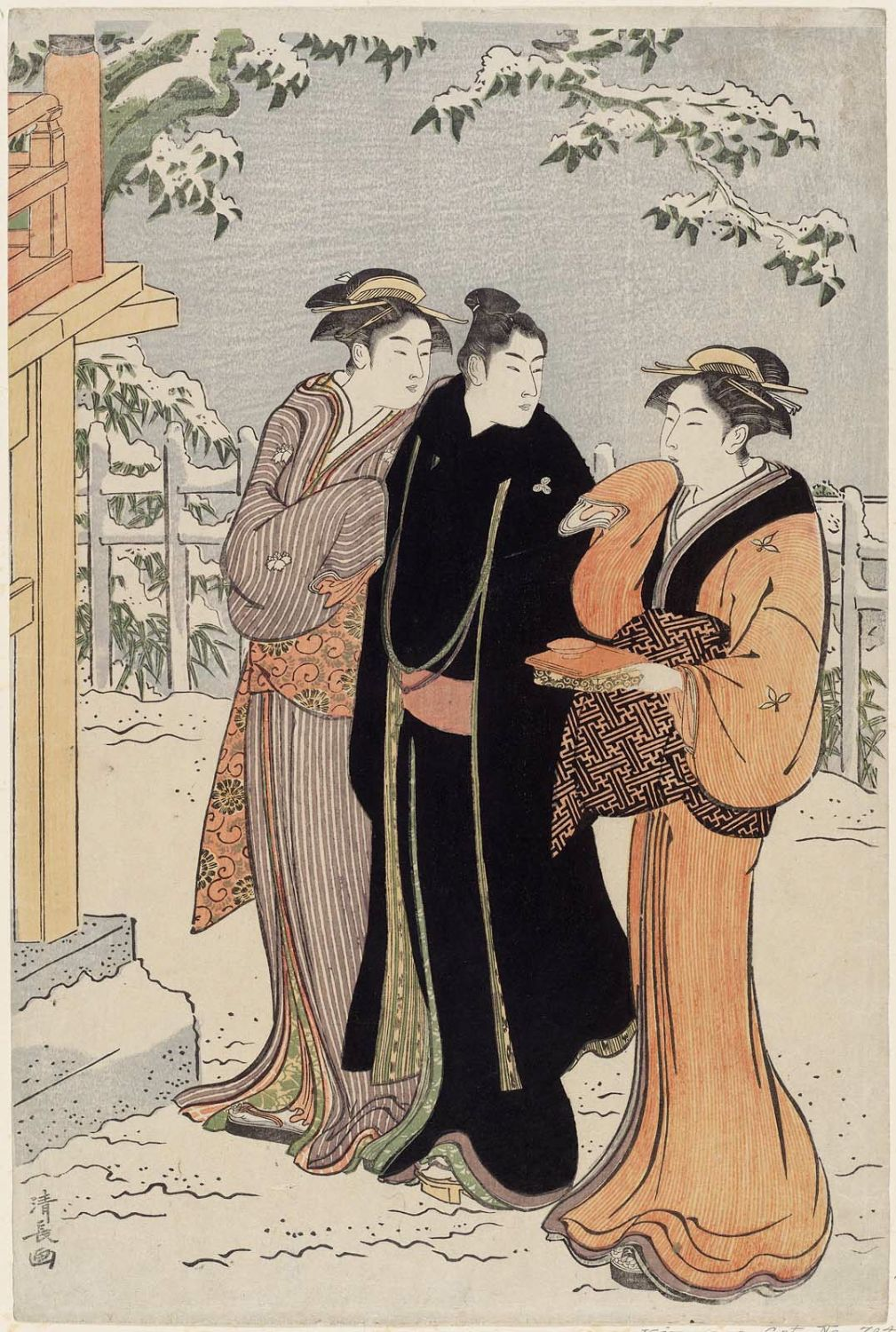
Прогулка в снежный день. 1785
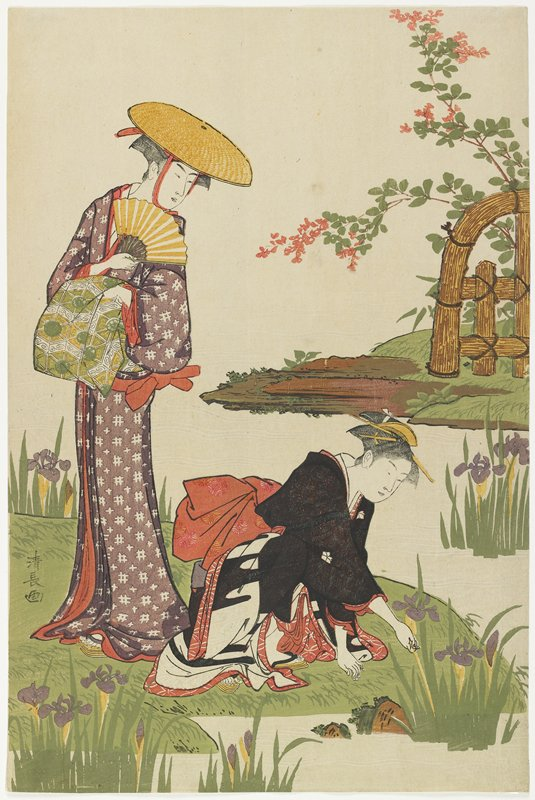
Красавицы, гуляющие вдоль озера. 1785
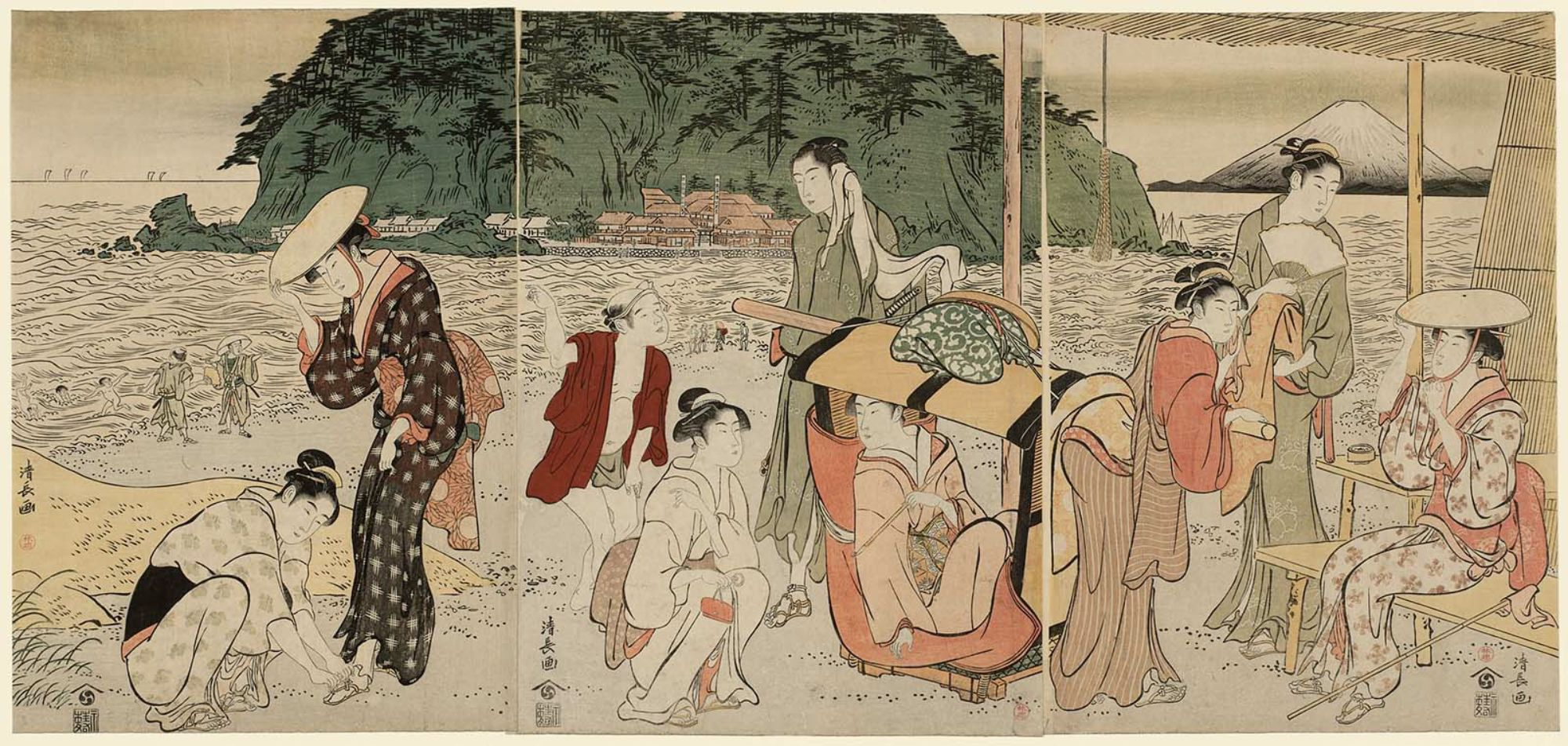
Паломничество на остров Эносима. 1789